# Gendro
Gendro is een bestuurslaag in het regentschap Pasuruan van de provincie Oost-Java, Indonesië. Gendro telt 3298 inwoners (volkstelling 2010).